# Wish/Starless Night
Wish/Starless Night（ウィッシュ/スターレス ナイト）は、OLIVIAの10枚目のシングル。本作はOLIVIA inspi' REIRA (TRAPNEST)名義である。

## 概要
ハードロックに仕上がった「Wish」は日本テレビ系アニメ「NANA」オープニングテーマ。前作のシングル同様のロックバラード「Starless Night」は同局のエンディングテーマ。いずれも第2期である。
「Wish」でのアルバム収録では、英語バージョンは「The Cloudy Dreamer」に、ライブバージョンは「OLIVIA inspi' REIRA (TRAPNEST)」に収録されている。
しかし、「Starless Night」は1番サビに男性の声が入っている。OLIVIA及びスタッフの意向でそのまま収録となった。
また、「NANA」のOPではCDの発売前ではサビの英語のメロディが異なりCD発売後はCD版と同じメロディに差し替わってる。

## 収録曲

### CD
1. Wish
  - 作詞：Chaze・OLIVIA　作曲：OLIVIA・rui　編曲：rui・kansei（ストリングスアレンジ：十川知司）
2. Starless Night
  - 作詞：Space Critter・OLIVIA　作曲：Hideki Obata　編曲：十川知司
3. Close your eyes
  - 作詞：Space Critter・OLIVIA　作曲：OLIVIA・Jeffrey Lufkin　編曲：Jeffrey Lufkin

### DVD（初回盤のみ）
1. Wish（フルアニメーションクリップ、TVサイズ）

## 参加ミュージシャン
- Kansei - ギター、シンセサイザー
- Yoshiyuki Watabe - ベース
- rui - ドラム
- 十川知司 - キーボード、プログラミング
- 西川進 - ギター、ベース
- Totani Makoto - ギター
- Jeffrey Lufkin - プログラミング